# Cairano
Cairano es uno de los 119 municipios o comunas ("comune" en italiano) de la provincia de Avellino, en la región de Campania. Con cerca de 392 habitantes, según censo de 2005, se extiende por una área de 13,83 km², teniendo una densidad de población de 28,34 hab/km². Hace frontera con los municipios de Andretta, Calitri, Conza della Campania y Pescopagano

## Demografía
| Gráfica de evolución demográfica de Cairano entre 1861 y 2001 |
|                                                               |
| Fuente ISTAT - elaboración gráfica de Wikipedia               |

- Datos: Q55009
- Multimedia: Cairano / Q55009

1. ↑  Worldpostalcodes.org, código postal n.º 83040.
2. ↑  «Codici Catastali». Comuni-italiani.it (en italiano). Consultado el 29 de abril de 2017.